# Graal noir
Graal noir est une trilogie pour adolescents écrite par Christian de Montella et parue aux Éditions Flammarion. L'histoire retrace de manière assez sombre la jeunesse de Merlin et les évènements qui se sont déroulés avant l'existence de la Table ronde, ainsi qu'avant la conception d'Arthur et jusqu'à l'adolescence de celui-ci.

## Parutions
1. Le Fils du Diable, Flammarion, 2010
2. L'Enfant des Prodiges, Flammarion, 2010
3. Le Lys de la vengeance, Flammarion, 2011